# Xavier Rudd
Xavier Rudd (Torquay, 29 maggio 1978) è un cantautore e polistrumentista australiano con cittadinanza canadese acquisita,.
Musicista folk, Xavier Rudd è un one-man band ed è solito suonare circondato da svariati strumenti musicali ordinati in maniera complicata: tre didgerodoo su di un supporto dinnanzi a sé, una chitarra sulle sue gambe, uno stompbox ai suoi piedi e vicino, pronti all'uso, tutta una serie di bassi, banjo, armoniche e tamburi. Molte delle canzoni di Rudd vertono su temi socialmente impegnati, quali l'ambientalismo e i diritti degli aborigeni, che spesso prestano le proprie voci nei suoi brani. Ha sviluppato una solida reputazione in seguito a diversi spettacoli dal vivo, festival musicali e a numerosi concerti in Australia e Nordamerica dove il suo seguito è più numeroso.

## Biografia

### Primi anni
È nato e cresciuto a Torquay, Victoria, stato continentale dell'Australia collocato a sud-est. Ha frequentato il St. Joseph's College, a Geelong. Suo nonno materno era olandese, nato a Tilburg, una città nei Paesi Bassi, prima di migrare in Australia. Una delle sue nonne aveva origini irlandesi ed è cresciuta a Colac, Victoria. Il padre è nato con patrimonio genetico aborigeno, irlandese e scozzese, mentre una delle sue bisnonne era aborigena.
Xavier ha mostrato un vivo interesse per la musica, crescendo in una famiglia di sette figli. Ai tempi della scuola primaria, Xavier utilizzava l'aspirapolvere di sua madre come un didgeridoo di fortuna e ha iniziato a suonare la chitarra di suo fratello. Da piccolo ha inoltre suonato il sassofono e il clarinetto. Il fratello di Rudd sa ancora suonare la chitarra, ma è diventato contabile a Orlando, in Florida.
Da bambino, Xavier Rudd vendeva legno riciclato attraverso la sua piccola impresa. Subito dopo aver terminato la scuola, Rudd viaggiò nelle Fiji. Ha vissuto nei villaggi di tutto il paese per nove mesi, per poi tornare in Australia all'età di 19 anni.

### Carriera

#### 1998–2002: Inizi e album di debutto
Prima di intraprendere la sua carriera solistica ha fatto parte della band "Xavier and the Hum". Fra le sue fonti di ispirazione è possibile annoverare artisti come Ben Harper, con il quale è poi nato un forte legame d'amicizia, Leo Kottke, Natalie Merchant nonché il poli-strumentista David Lindley. La sua musica risente, inoltre, dell'influenza della musica hawaiana e di quella degli aborigeni australiani.
Rudd era in Canada, quando vi furono gli attacchi dell'11 settembre. Rudd rimase impressionato a vedere i notiziari americani, tra cui le immagini della distruzione del World Trade Center. Rudd ha scritto la canzone The 12th of September, che avrebbe caratterizzato il suo primo album in studio To Let, circa il giorno dopo gli attacchi.

#### 2003–05: DaSolaceaFood in the Belly
Nel 2004, Rudd ha pubblicato Solace, il suo primo album distribuito da una major - Universal Music Australia. Invece di invitare artisti ospiti a suonare per il suo album, Rudd suonò tutti gli strumenti da solo, e con poche sovraincisioni. Tra gli strumenti si trovano didgeridoo, chitarra slide, stompbox, djembe, e l'armonica. Nei suoi spettacoli live, Rudd è diventato rinomato per la sua performance 'one man band'.
Rudd ha registrato Food in the Belly a metà del 2004, mentre era in pausa da un lungo tour in Nord America. La registrazione è stata fatta nel maggio 2004 a Bowen Island, parte del Greater Vancouver Regional District.

#### 2007:White Moth
La canzone White Moth è stata scritta ispirandosi alla falena che ha seguito il figlio di Rudd, Joaquin per diverse ore al 30º compleanno di sua madre. Rudd ha pensato che fosse lo spirito della nonna di sua moglie di allora. Rudd e la sua famiglia sono stati in vacanza per festeggiare l'occasione su un'isola al largo dello Sri Lanka.

#### 2008-11: DaDark Shades of Bluealla collaborazione con Izintaba
Black Water, la prima traccia dell'album del 2008 di Rudd Dark Shades of Blue è stato chiamata così ispirandosi ad uno dei dipinti di Marci Lutken. L'album ha visto Rudd introdurre un suono più pesante, con chitarre elettriche al posto di chitarre acustiche, e la creazione di toni più cupi. Ha registrato con Dave Tolley, un batterista percussionista, che aveva già collaborato in White Moth e Food in the Belly.
Riflettendo su Dark Shades of Blue, Rudd ha detto ai media che sentiva il suono più pesante come un "precursore delle cose che potrebbero accadere.. mi sento come se la mia musica fosse più avanti di me nel tempo."  Rudd si riferiva al suo divorzio, che è stato ultimato nel 2009.
Dopo il fallimento del suo matrimonio, Rudd è stato sostenuto dai nuovi compagni sudafricani, il bassista Tio Moloantoa e il percussionista Andile Nqubezelo. Rudd aveva incontrato Moloantoa e Nqubezelo mentre si esibivano al Wiesen Nuke Festival nel 2008. Rudd ha descritto la sua relazione con Moloantoa e Nqubezelo come musicale, spirituale ed emotiva.
Nel 2010 Rudd ha acquistato 20 ettari di proprietà a Koonyum Range, Mullumbimby; il nome della località fu l'ispirazione per il nome dell'album che Rudd avrebbe pubblicato con Moloantoa e Nqubezelo, Koonyum Sun. L'album si allontanò dal suono più pesante di Dark Shades of Blue per uno stile più up-beat.

#### 2012:Spirit Bird
Nel 2011, Rudd ha subito un intervento chirurgico di emergenza alla schiena, per sistemare tre ernie del disco, speroni ossei e danni al sistema nervoso. Rudd ha scritto il brano Comfortable In My Skin, nel suo album del 2012 Spirit Bird, mentre soffriva a causa dei problemi prima del suo intervento chirurgico. Nell'album compaiono le voci di più di 30 specie di uccelli australiani.
La canzone Spirit Bird è nata dopo un incontro che Rudd ha avuto con un cacatua nero dalla coda rossa nel Kimberley. L'incontro ha causato in Xavier un potente slancio di immagini e di emozioni.
Nel 2014 ha collaborato con Time Square al singolo Follow the Sun.

#### 2015:Nanna
Nanna, album del 2015 pubblicato in collaborazione con gli United Nations, tratta di comprensione culturale e condanna il razzismo e l'intolleranza. Per registrare l'album, Rudd e gli United Nations hanno lavorato con il produttore Errol Brown. In un'intervista pubblicata su The Aspen Times, Rudd ha dichiarato che Nanna gli aveva dato la possibilità di concentrarsi sulla sua performance vocale.
La canzone Shame di Nanna è stata ispirata da conversazioni sul razzismo che circonda Adam Goodes, un giocatore di football aborigeno che è stato più volte fischiato in occasione delle partite. Al momento di scrivere la canzone Creancient per l'album, Rudd stava lavorando con uno sciamano in Perù. Ha partecipato a diverse cerimonie, tra cui una che faceva sperimentare allucinazioni e un'altra che coinvolgeva il bagno nel fango. Rudd ha descritto la canzone come "qualcosa che usciva da lui più di una settimana, mentre si sentiva estraniato da se stesso, guardando il suo ego da una certa distanza".
Nel novembre 2015, la canzone di Rudd Let Me Be compare in uno spot pubblicitario della TV australiana per promuovere KFC, una grande catena di fast food specializzato in pollo fritto. Molti fan hanno usato i social network per lamentarsi dell'inclusione del brano sulla pubblicità. PETA ha risposto che speravano che Rudd non avesse approvato l'uso della sua musica per la pubblicità.

## Vita privata
Xavier Rudd ama trascorrere il tempo nella boscaglia australiana, adottando spesso lo stile di vita aborigeno tradizionale. Le sue canzoni includono storie di maltrattamenti delle popolazioni indigene della sua terra. Rudd ha partecipato a numerose cerimonie aborigene. Ha anche trascorso periodi con persone provenienti da diversi gruppi indigeni del Nordamerica Cree, Mohawk e Irochesi.
Rudd è un surfista appassionato: ha iniziato quando aveva cinque o sei anni, e afferma che a volte il surf ispira la sua musica. Ama anche lo snowboard, una delle poche attività per cui indossa scarpe. E' vegetariano.
Ha conosciuto la prima moglie Marci Lütken, un'artista dal Canada, mentre viaggiava a Fitzroy nel 1999: i due si sono sposati poco dopo. Dal matrimonio sono nati due figli, Joaquin e Finojet. Rudd è in possesso anche della cittadinanza canadese. Nel 2009 i due si sono separati e hanno messo in vendita la loro casa ad energia solare. Ritornato in Australia, dove vive tuttora, Rudd ha sposato Ashley Freeman, una terapeuta olistica con un passato da danzatrice, che gli ha dato altri due figli.

## Discografia

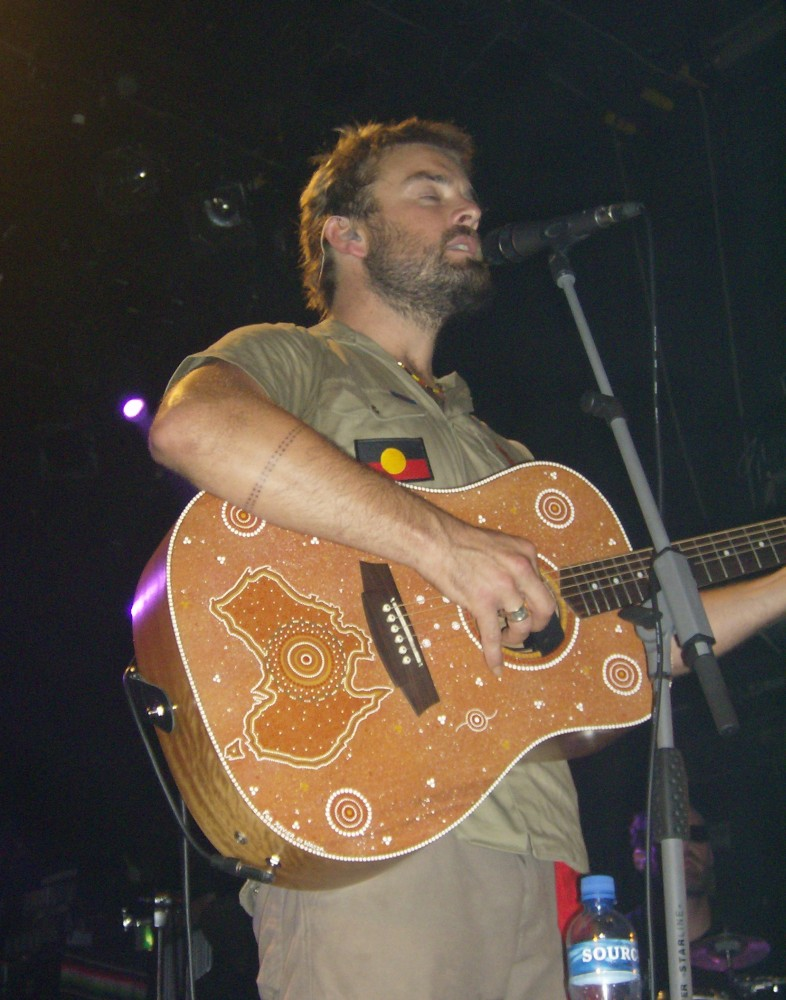
Xavier Rudd durante un concerto a Utrecht nel 2008

### Album
- 2002: To Let
- 2004: Solace
- 2005: Food in the Belly
- 2007: White Moth
- 2008: Dark Shades of Blue
- 2010: Koonyum Sun (con Izintaba)
- 2012: Spirit Bird
- 2015: Nanna
- 2018: Storm Boy
- 2022: Jan Juc Moon

### Album Live
- 2001: Live in Canada - Independent
- 2003: Live at the Grid - Independent
- 2005: Good Spirit - Independent
- 2005: Live Bonnaroo 2005
- 2007: Live Bonnaroo 2007
- 2018: Live in Netherlands

### DVD
- 2006: Good Spirit: Live At The Enmore Review